# Темешвар (еялет)
45°45′00″ пн. ш. 21°13′00″ сх. д. / 45.75° пн. ш. 21.2167° сх. д.
Еялет або пашалик Темешвар (осман. ایالت تمشوار) — адміністративно-територіальна одиниця Османської імперії. Існував у 1552—1716 роках. З 1658 року також відомий як Яновський еялет. Утворився після захоплення османськими військами східної та центральної частини Угорського королівства (на теперішніх землях Румунії, Сербії та Угорщини).

## Історія
У 1552 році між Османською імперією та Австрією почалася третя війна. Того ж року румелійський бейлербей Кара Ахмед-паша взяв в облогу угорську фортецю Темешвар (її обороняв загін на чолі з Іштваном Лошонці), яку було захоплено 26 липня того ж року. Невдовзі після цього було утворено Темешварське бейлербейство (турецьке завоювання підтверджено Адріанопольським договором 1568 року). Першим очільником став Касим-бей. У 1591 році перетворено на еялет.
З цього часу посада темешварського паші стає ключовою у забезпечені влади султана у Трансильванії та дунайських областях. Саме намісник Темешвари впливав на рішення султана щодо затвердження того чи іншого князя Трансильванії. Водночас Темешвар перетворився на важливу фортецю, яка захищала східноугорські землі від вторгнення австрійських військ. У 1596—1597 роках під час чергової війни з Австрією фортеця Темешвара витримала тривалу облогу, що сприяло переходу у контрнаступ османських військ. Крім того, звідси здійснювалися походи для приборкання трансильванських та молдовських феодалів. Також еялет слугував однією з баз для нападу на західноукраїнські землі Речі Посполитої.
Саме темешварський паша Іскандер завдав польському війську на чолі із гетьманом Станіславом Жолкевським поразки під Цецорою у 1620 році. А у 1670-х роках війська еялету брали участь у походах на Поділля та Правобережжя України, які тоді були у складі Речі Посполитої.
Під час Великої турецької війни 1683—1699 років паша еялету забезпечував охорону тилів та забезпечення основних військ османів. В результаті поразки останніх Темешварський еялет втратив північні території, проте доєднав рештки Егерського еялету.
У 1716 році з початком нової війни з Австрією зазнав нападу супротивника на чолі із Євгеном Савойським, який зумів захопити Темешвар. В результаті фактично еялет припинив своє існування. Це становище було затверджено Пожаревацькою мирною угодою 1718 року.

## Територія
Охоплювала землі Банату, області на північ від річки Муреш, частину Кришани.

## Адміністрація
З 1552 до 1699 року еялет поділявся на 12 санджаків: Темешвар, Арад, Чанад, Ліпова, Янова, Дюла, Фелнак, Зренянин, Чакова, Панчево, Молдова-Ноуе, Оршова.
У 1699 році кількість санджаків зменьшилося до 4: Темешвар, Ліпова, Чанад, Молдова-Ноуе. У 1700 роцідодався Сегедський санджак.
У 1701 році Сегедський санджак було передано Румелійському еялету, а Темешварський доповнився Оршовським та Шебеським санджаками (загальна кількість зросла до 6)
У 1707 році після чергового реформування кількість санджаків зменшилася до 3: Темешварський, Смендеревським, Сремський.
На території еялет впроваджено тімарну систему. В часи піднесення провінції існувало 2 тис. тімарів та зеаметів. Від свого хаса бейлербей (потім паша) отримував дохід у 806.795 акче, дохід санджакбеїв коливався від 190 до 300 тис. акче.

### Паші
- Касим-бей (1552—1554)
- Гасан-паша (1594)
- Суфі Сінан-паша (1594)
- Гасан-паша Молодший (1594)
- Мустафа-паша (1594)
- Сулейман-паша (1595—1597)
- Джелалія Гасан-паша (1605)
- Ахмед-паша Дугалич (1605—1611)
- Іскандер-паша (1617)
- Сілахтар Мустафа-паша (1641—1642)
- Ахмед-паша (1678)
- Ібрагім-паша (1687)
- Ібрагім-паша (1701)

## Економіка
Основою господарства становило землеробство та тваринництво. Насамперед вирощувалася пшениця, а також ячмінь, значно меншими були посіви жита та вівса. З другої половини XVII століття кукурудза посіла провідне становище, ставши харчем для великої рогатої худобюи та людей, значно змінивши їх раціон.
З тварин насамперед значного розвитку набуло вівчарство, також вирощувалися воли та буйволи, коні. Щорічно до стамбулу спрямовувалися податки на 8.507.336 акче.

## Релігія
Практично всі православні церкви та католицькі костели було перетворено на мечеті. Католицькі храми збереглися лише в Темешварі та Араді (по одному в кожному). У 1557 році після відновлення Сербської патріархії в місті Печ, усі православні еялету підлягали владі Пецького патріарха. Також було 2 єпископа — в Темешварі та Вршаці.
Разом з тим здійснювалася поступова ісламізація, переселялися до цієї провінції громади мусульман.